# 영등포여자고등학교
영등포여자고등학교(永登浦女子高等學校)는 대한민국 서울특별시 영등포구 신길동에 있는 공립 고등학교이다.

## 학교 연혁
- 1950년 5월 : 서울특별시 영등포여자중학교 설립 인가
- 1953년 3월 : 영등포여자고등학교 설립인가(초대 손정순 교장 취임)
- 1968년 10월 : 학제 개편으로 중·고교 분리
- 2002년 11월 : 교사 신축공사 착공
- 2007년 12월 : 개축 공사 준공 완료
- 2019년 3월 : 제67회 입학식(153명 입학)
- 2022년 2월 : 제67회 졸업식(누적 졸업생 38,429명)
- 2023년 9월 : 제23대 민영혜 교장 취임

## 참고 자료
- 영등포여자고등학교 - 한국교육학술정보원 학교알리미